# ギル・ホッジス
ギルバート・レイモンド・ホッジス（Gilbert Raymond Hodges, 1924年4月4日 - 1972年4月2日）は、アメリカ合衆国インディアナ州出身の野球選手（内野手）・監督。
監督としても1969年にワールドシリーズ制覇を果たす。

## 来歴・人物

### 選手時代
インディアナ州プリンストンに生まれ、7歳の時に家族でピータースバーグに移住。高校では野球の他にアメリカンフットボール、バスケットボール、陸上競技でも活躍し、1941年にはデトロイト・タイガースにスカウトされるがセントジョセフ大学に進学。
1943年にブルックリン・ドジャースと契約。当初は三塁手で、早速MLBでその年の1試合（10月3日、対シンシナティ・レッズ戦）に出場するが、米国海兵隊に入隊し、対空射撃手として沖縄戦にも参戦した。1946年まで兵役に就き、ドジャース復帰は1947年となった。
復帰後、まずは捕手として出場したが、球団がロイ・キャンパネラと契約したことで、監督のレオ・ドローチャーによって一塁手に転向。ドジャースは1947年にリーグ優勝したが、ニューヨーク・ヤンキースとのワールドシリーズでの出番は第7戦の1打席のみで、チームは敗れた。初のフルシーズンとなった1948年は打率.249、11本塁打。1949年は6月25日にサイクル安打を記録し、MLBオールスターゲーム初出場を果たす。この年の守備率.995、刺殺1336、併殺142はいずれもナ・リーグ1位で、打撃面でも23本塁打、115打点と活躍。
この年もワールドシリーズでヤンキースに1勝4敗で敗れたが、第2戦では両チーム唯一の得点となるタイムリーを打ち、チームを勝利に導いた。当時は二塁手ジャッキー・ロビンソン、遊撃手ピー・ウィー・リース、中堅手デューク・スナイダー、捕手キャンパネラといずれもアメリカ野球殿堂入りを果たしたスター揃いのチームにあって、強打・好守の一塁手として活躍した。
1950年8月31日の対ボストン・ブレーブス戦では、9イニングでの達成としてはルー・ゲーリッグに次ぐ史上2人目となる1試合4本塁打を記録。4本すべて違う投手から打ち、1本目は左腕最多の363勝を挙げ、殿堂入りしたウォーレン・スパーンから打った。この年も守備率（.993）と併殺（159）はリーグ1位で、併殺はナ・リーグ記録であった。翌1951年には171併殺で自ら更新し、ドジャース球団史上初の40本塁打を打つ。この記録は1953年にロイ・キャンパネラ（41本）に破られるが、1954年に42本で再び塗り替え、スナイダーが1956年に43本塁打を打つまで球団記録であった。ファンからも大きな支持を受け、本拠地エベッツ・フィールドで野次を受けることのない選手であった。

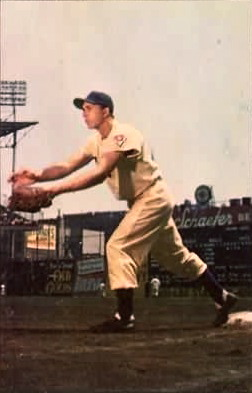
エベッツ・フィールドの試合にて一塁の守備につくホッジス(1953年)

その後も活躍を続けるが、ワールドシリーズではいずれもヤンキースに1947年、1949年、1952年、1953年と敗れてワールドチャンピオンにはなれずにいた。特に1952年のワールドシリーズでは21打数無安打に終わっていた。そして迎えた1955年のワールドシリーズ。第3戦までは12打数1安打に終わり、チームも1勝2敗。そこから持ち直し、第4戦で逆転本塁打とダメ押しタイムリーを打ち、第5戦でも先制本塁打を打ちチームを連勝に導く。3勝3敗で迎えた第7戦では4回表に先制の適時打、6回表には犠飛を放ち、この2点を先発のジョニー・ポドレスが守り2-0で勝利、そしてワールドシリーズ制覇に貢献。この年初めて制定されたワールドシリーズMVPはポドレスに譲ったが、MVP級の活躍であった。1956年もリーグ優勝を果たすが、ワールドシリーズではドン・ラーセンの完全試合もあってヤンキースに苦杯を飲まされる。この年、ドジャースが日米野球で訪日。第1戦となった対巨人戦では堀内庄から、ジャッキー・ロビンソンに続いて後楽園球場のレフト場外に場外本塁打を打った。この打球は白山通りまで飛んだとも言われ、事実だとすれば200mは飛んだことになるが、打たれた堀内が「あの一打を打たれたことは名誉」と語っていた。
1957年にはナ・リーグ記録となる通算12本目の満塁本塁打を打つ（後に通算満塁本塁打は14本まで伸ばし、ナ・リーグ記録は1974年まで持っていた）。この年、自身最後のMLBオールスターゲームに出場した。また、この年から表彰されるようになったゴールドグラブ賞に選ばれ、以後3年連続で受賞。1958年にドジャースはロサンゼルスに移転。この年、ナ・リーグ史上7人目の通算300号本塁打を達成。1959年にはリーグ優勝し、ワールドシリーズでもシカゴ・ホワイトソックスを破ってワールドチャンピオンに輝く。
1962年に新球団ニューヨーク・メッツが誕生すると、拡張ドラフトで指名される。膝の故障もあり、引退も考えたが説得されメッツで現役を続行。54試合の出場に終わったが、チーム初本塁打を記録。1963年5月に交換トレードでワシントン・セネタース（後のテキサス・レンジャーズ）に移籍するが、セネタースではプレーすることはなかった。
通算370本塁打は、現役引退当時ナ・リーグの右打者のレコードで、MLB歴代10位であった。

### 監督時代
セネタースではプレーすることなく現役を引退し、1963年シーズン途中から監督に就任した。1965年にはアルコール使用障害に陥って解雇された投手ライン・デュレンが橋で投身自殺をしようとしたところを発見し、説得して自殺を思いとどまらせた（デュレンはその後アルコール依存症を克服し、2011年1月まで存命している。）1965年にはドジャース時代の同僚で捕手出身のルーブ・ウォーカーを投手コーチに起用する。ウォーカーやエディ・ヨスト、ジョー・ピニャタノのコーチ陣で、就任当初シーズン100敗以上を記録していたチーム成績は徐々に向上していったが1967年に退任。

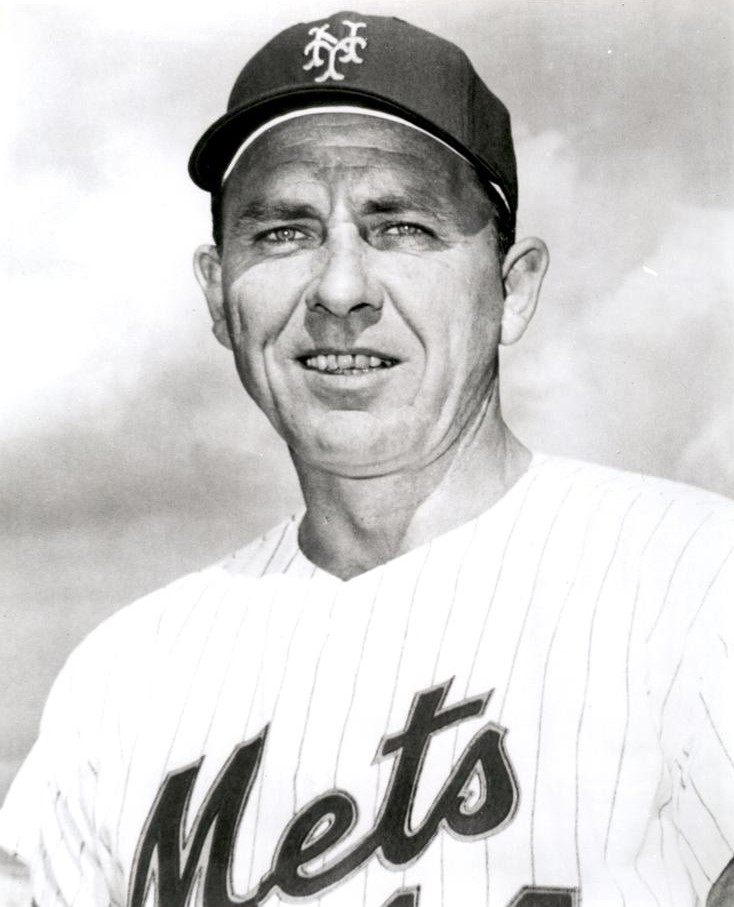
ニューヨーク・メッツ監督当時のホッジス
(1971年)

翌1968年、ホッジスはウォーカー、ヨスト、ピニャタノのコーチ陣を連れてメッツの監督に就任。セネターズでやってきた事をそのままメッツに持ち込んだホッジスは、就任初年度は73勝89敗に終わったが、これでもメッツは球団創設7年目で最高の成績であった。
そして迎えた1969年、「ミラクル・メッツ」の快進撃が起こった。両リーグにそれぞれ2球団が拡張され、東西2地区制が敷かれた最初のシーズンに、序盤の劣勢を巻き返してナ・リーグ東地区優勝。リーグチャンピオンシップシリーズでもブレーブスを破って初のリーグ優勝。ボルチモア・オリオールズとのワールドシリーズでも不利が予想される中、4勝1敗で制してワールド・チャンピオンに輝いた。メッツは史上初の「前年借金15以上でワールドシリーズ制覇」を成し遂げ、ホッジスは最優秀監督に選ばれた。
1970年と1971年はいずれも83勝79敗。1972年は巻き返しを図ったが、開幕を目前にした休養日の4月2日、ヨギ・ベラらコーチ陣とのゴルフ中に心臓発作で倒れて急死する。47歳没、48歳の誕生日を迎える2日前のことだった。

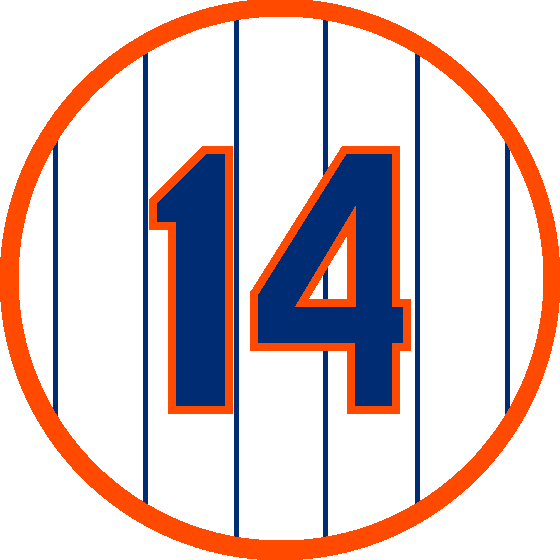
ホッジスのメッツ在籍時の背番号「14」。
ニューヨーク・メッツの永久欠番に1973年指定。

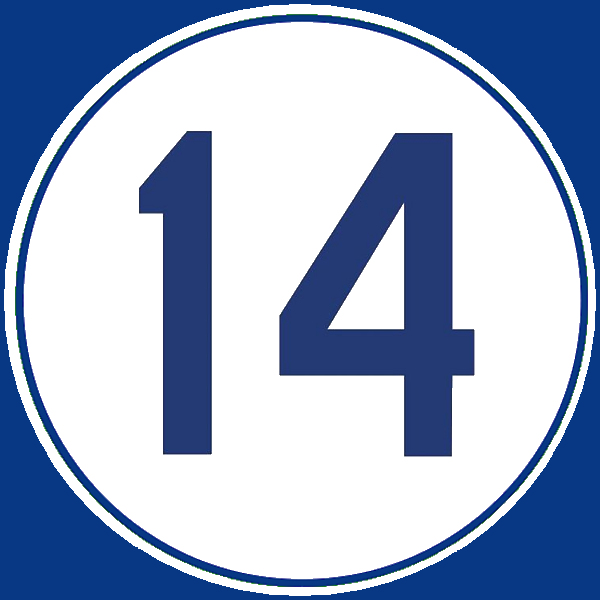
ホッジスのドジャース在籍時の背番号「14」。
ロサンゼルス・ドジャースの永久欠番に2022年指定。

ホッジスの死後、ベラが後任監督に就任し、1972年シーズンのメッツはホッジスの喪章をつけてプレーし、翌1973年6月9日に、ホッジスのメッツ在籍時の背番号『14』は永久欠番に指定された。同1973年、メッツは2度目のワールドシリーズ出場を果たしている。
現役時代の活躍、監督としての成功がありながら、最優秀選手（MVP）をはじめ主要タイトルを獲得したことが一度もないためか、アメリカ野球殿堂入りは果たせていなかった。ナ・リーグが10球団に拡張される前の1961年の時点で300本塁打を記録していた選手はホッジスを含めて21人いるが、他の20人は全員殿堂入りを果たしている。全米野球記者協会の投票期間は1983年で終了し、その後はベテランズ委員会による選考対象となるが、1993年には1票差で落選するなど、殿堂入りを果たせない状況が続いた。
そして2021年12月5日、ベテランズ委員会の選出により、2022年度のアメリカ野球殿堂入りが決定する。ホッジスの現役引退から実に60年、そしてその死から50年後のことだった。
殿堂入りを記念し、現役時代に在籍していたドジャースも、2022年6月4日に、在籍時の背番号『14』を永久欠番に指定した。

## 詳細情報

### 年度別打撃成績
| 年 度      | 球 団      | 試 合 | 打 席 | 打 数 | 得 点 | 安 打 | 二 塁 打 | 三 塁 打 | 本 塁 打 | 塁 打 | 打 点 | 盗 塁 | 盗 塁 死 | 犠 打 | 犠 飛 | 四 球 | 敬 遠 | 死 球 | 三 振 | 併 殺 打 | 打 率 | 出 塁 率 | 長 打 率 | O P S |
| ---------- | ---------- | ----- | ----- | ----- | ----- | ----- | -------- | -------- | -------- | ----- | ----- | ----- | -------- | ----- | ----- | ----- | ----- | ----- | ----- | -------- | ----- | -------- | -------- | ----- |
| 1943       | BRO LAD    | 1     | 3     | 2     | 0     | 0     | 0        | 0        | 0        | 0     | 0     | 0     | --       | 0     | --    | 1     | --    | 0     | 2     | 0        | .000  | .000     | .000     | .000  |
| 1947       | BRO LAD    | 28    | 91    | 77    | 9     | 12    | 3        | 1        | 1        | 20    | 7     | 0     | --       | 0     | --    | 14    | --    | 0     | 19    | 3        | .156  | .286     | .260     | .545  |
| 1948       | BRO LAD    | 134   | 528   | 481   | 48    | 120   | 18       | 5        | 11       | 181   | 70    | 7     | --       | 4     | --    | 43    | --    | 0     | 61    | 11       | .249  | .311     | .376     | .687  |
| 1949       | BRO LAD    | 156   | 676   | 596   | 94    | 170   | 23       | 4        | 23       | 270   | 115   | 10    | --       | 10    | --    | 66    | --    | 4     | 64    | 13       | .285  | .360     | .453     | .813  |
| 1950       | BRO LAD    | 153   | 646   | 561   | 98    | 159   | 26       | 2        | 32       | 285   | 113   | 6     | --       | 11    | --    | 73    | --    | 1     | 73    | 14       | .283  | .367     | .508     | .875  |
| 1951       | BRO LAD    | 158   | 681   | 582   | 118   | 156   | 25       | 3        | 40       | 307   | 103   | 9     | 7        | 1     | --    | 93    | --    | 5     | 99    | 13       | .268  | .374     | .527     | .901  |
| 1952       | BRO LAD    | 153   | 619   | 508   | 87    | 129   | 27       | 1        | 32       | 254   | 102   | 2     | 4        | 2     | --    | 107   | --    | 2     | 90    | 9        | .254  | .386     | .500     | .886  |
| 1953       | BRO LAD    | 141   | 598   | 520   | 101   | 157   | 22       | 7        | 31       | 286   | 122   | 1     | 4        | 0     | --    | 75    | --    | 3     | 84    | 4        | .302  | .393     | .550     | .943  |
| 1954       | BRO LAD    | 154   | 678   | 579   | 106   | 176   | 23       | 5        | 42       | 335   | 130   | 3     | 3        | 5     | 19    | 74    | --    | 1     | 84    | 13       | .304  | .373     | .579     | .952  |
| 1955       | BRO LAD    | 150   | 642   | 546   | 75    | 158   | 24       | 5        | 27       | 273   | 102   | 2     | 1        | 3     | 10    | 80    | 3     | 3     | 91    | 16       | .289  | .377     | .500     | .877  |
| 1956       | BRO LAD    | 153   | 633   | 550   | 86    | 146   | 29       | 4        | 32       | 279   | 87    | 3     | 3        | 5     | 2     | 76    | 10    | 0     | 91    | 16       | .265  | .354     | .507     | .861  |
| 1957       | BRO LAD    | 150   | 654   | 579   | 94    | 173   | 28       | 7        | 27       | 296   | 98    | 5     | 3        | 4     | 6     | 63    | 6     | 2     | 91    | 11       | .299  | .366     | .511     | .877  |
| 1958       | BRO LAD    | 141   | 532   | 475   | 68    | 123   | 15       | 1        | 22       | 206   | 64    | 8     | 2        | 2     | 3     | 52    | 3     | 0     | 87    | 15       | .259  | .330     | .434     | .764  |
| 1959       | BRO LAD    | 124   | 480   | 413   | 57    | 114   | 19       | 2        | 25       | 212   | 80    | 3     | 2        | 3     | 3     | 58    | 6     | 3     | 92    | 13       | .276  | .367     | .513     | .880  |
| 1960       | BRO LAD    | 101   | 231   | 197   | 22    | 39    | 8        | 1        | 8        | 73    | 30    | 0     | 1        | 4     | 3     | 26    | 1     | 1     | 37    | 5        | .198  | .291     | .371     | .661  |
| 1961       | BRO LAD    | 109   | 245   | 215   | 25    | 52    | 4        | 0        | 8        | 80    | 31    | 3     | 1        | 2     | 4     | 24    | 1     | 0     | 43    | 5        | .242  | .313     | .372     | .685  |
| 1962       | NYM        | 54    | 142   | 127   | 15    | 32    | 1        | 0        | 9        | 60    | 17    | 0     | 0        | 0     | 0     | 15    | 1     | 0     | 27    | 4        | .252  | .331     | .472     | .803  |
| 1963       | NYM        | 11    | 25    | 22    | 2     | 5     | 0        | 0        | 0        | 5     | 3     | 0     | 0        | 0     | 0     | 3     | 0     | 0     | 2     | 0        | .227  | .320     | .227     | .547  |
| 通算：18年 | 通算：18年 | 2071  | 8104  | 7030  | 1105  | 1921  | 295      | 48       | 370      | 3422  | 1274  | 63    | 31       | 56    | 50    | 943   | 31    | 25    | 1137  | 165      | .273  | .359     | .487     | .846  |

- 各年度の太字はリーグ最高、赤太字はMLB歴代最高
- BRO（ブルックリン・ドジャース）は、1958年にLAD（ロサンゼルス・ドジャース）に球団名を変更

### 年度別監督成績
| 年度      | 球団      | 順位 / チーム数 | 試合 | 勝利 | 敗戦 | 勝率 |
| --------- | --------- | --------------- | ---- | ---- | ---- | ---- |
| 1963      | WS3       | 10 / 10         | 121  | 42   | 79   | .347 |
| 1964      | WS3       | 9 / 10          | 162  | 62   | 100  | .383 |
| 1965      | WS3       | 8 / 10          | 162  | 70   | 92   | .432 |
| 1966      | WS3       | 8 / 10          | 159  | 71   | 88   | .447 |
| 1967      | WS3       | 6 / 10          | 161  | 76   | 85   | .472 |
| 1968      | NYM       | 9 / 10          | 163  | 73   | 89   | .451 |
| 1969      | NYM       | 1 / 6           | 162  | 100  | 62   | .617 |
| 1970      | NYM       | 3 / 6           | 162  | 83   | 79   | .512 |
| 1971      | NYM       | 3 / 6           | 162  | 83   | 79   | .512 |
| 通算：9年 | 通算：9年 | 通算：9年       | 1414 | 660  | 753  | .467 |

- 順位は最終順位
- 順位の太字はワールドシリーズ制覇

### 表彰
- ゴールドグラブ賞：3回 （1957年 - 1959年）
- MLBオールスターゲーム出場：8回 （1949年 - 1955年、1957年）

### 背番号
- 4 （1943年）
- 14 （1947年 - 1971年）

## 著書
- 『ギル・ホッジスの戦法：現代の野球』（1971年、ベースボール・マガジン社、訳：三原脩）